# Lo stato ha bisogno di te? Bene, fottilo
Lo stato ha bisogno di te? Bene, fottilo è il disco d'esordio dell'Hardcore punk band udinese Eu's Arse.

## Brani
1. Eu's Arse
2. Ribelle
3. Lui decide...
4. Attacco
5. Io non sarò colpevole
6. Schiavi e padroni
7. Combattili